# Планета 7693
Планета 7693 надолазећи је црногорски филм из 2024. године у режији Гојка Беркуљана и по сценарију Ане Вујадиновић. https://www.cinemanetwork.rs/film-planeta-7693-stigao-u-bioskopsku-distribuciju-o-filmu-govore-reditelj-direktor-fotografije-direktorka-filma/

## Радња
Деветогодишњи дечак Лука живи са сестром и родитељима у веома занимљивом комшилуку на периферији града. Током једног врелог лета, њихову идиличну и веселу породицу потреса догађај који потпуно нарушава међусобне односе и доводи до конфликтних ситуација у којима Лука не успева да се снађе.
Родитељи се удаљавају једно од другог, сестра Сандра се не уклапа у своје тинејџерско друштво, а Лука остаје усамљен и забринут. Излаз из свих проблема тражи у својој машти.
У згради старог градског хотела, где често увежбава своје супермоћи среће мистериозну девојчицу која долази из друге димензије и представља се као серијски број 7693. Њих двоје проналазе заједничка интересовања и почињу да праве план како да реше проблеме унутар Лукине породице и ствари поново врате у нормалу...

## Улоге
| Глумац                | Улога         |
| --------------------- | ------------- |
| Илија Пејаковић       | Лука          |
| Андрија Кузмановић    | Борис         |
| Кристина Обрадовић    | Јасна         |
| Ивона Човић Јаћимовић | Кјарина мајка |
| Мара Ракчевић         | Сандра        |
| Хана Иванишевић       | Уна           |
| Никола Перишић        | Иван          |
| Дејан Ђоновић         | Свето         |
| Роза Кестнер          | Тијана        |
| Миа Војводић          | Милена        |
| Страхиња Радоњић      | Мики          |
| Вук Булајић           | Митар         |
| Огњен Вујовић         | Владо         |
| Ема Мрдак             | Кјара         |
| Сташа Вучинић         | Бела          |
| Марта Марсенић        | Анђела        |
| Угљеша Мајсторовић    | Дуле Облак    |
| Срђан Драговић        | Оги           |
| Исидора Вуковић       | мала Сандра   |